# Helgums församling
Helgums församling är en församling inom Svenska kyrkan i Ådalens kontrakt av Härnösands stift i södra Ångermanland, Sollefteå kommun, Västernorrlands län.
Församlingen ingår i Sollefteå pastorat. Församlingskyrkan heter Helgums kyrka. 

## Administrativ historik
Församlingen bildades under senare delen av 1400-talet genom en utbrytning ur Ramsele församling.
Församlingen var till 1836 annexförsamling i pastoratet Ramsele, Edsele, Fjällsjö och Helgum som från 1772 även omfattade Tåsjö församling och från 1799 Bodums församling. Från 1836 till 1999 utgjorde församlingen ett eget pastorat. Från 1999 till 2021 ingick Helgums församling i pastoratet Långsele, Graninge och Helgums pastorat. Församlingen är sedan 2021 del av Sollefteå pastorat.